# Milan Rakič
Milan Rakič (Novi Sad, 9 febbraio 1981) è un ex calciatore sloveno, di ruolo centrocampista.

## Palmarès

### Club

#### Competizioni nazionali
- Coppa di Slovenia: 1

Maribor: 2003-2004
- Campionato montenegrino: 1

Mogren: 2008-2009